# La Dame du lac
Pour les articles homonymes, voir La Dame du lac (homonymie).
La Dame du lac (titre original : Lady in the Lake) est un roman noir de Raymond Chandler paru en 1943. C'est le quatrième roman de la série ayant pour héros le détective privé Philip Marlowe.
L'œuvre a été adaptée au cinéma en 1947 par et avec Robert Montgomery dans le rôle de Marlowe. Il s'agit d'un des rares films de l'histoire du cinéma à utiliser en continu le principe de la caméra subjective.
Une nouvelle traduction de Nicolas Richard, parue en 2023 chez Gallimard, a retenu un titre français plus proche de l'original : La Dame dans le lac.

## Résumé
Le détective Philip Marlowe est engagé par le directeur d'une fabrique de parfum, Derace Kingsley pour retrouver son épouse Crystal, dont il souhaite divorcer, et qui semble l'avoir quitté pour un jeune gigolo nommé Chris Lavery. Depuis le départ de Crystal pour leur chalet dans les montagnes de Puma Point, le mari n'a eu aucune nouvelle de sa femme, sinon un télégramme dans lequel elle lui annonçait qu'elle passait la frontière du Mexique pour divorcer et se remarier avec Lavery. Or, ce télégramme paraît douteux aux yeux de Marlowe quand il apprend de la bouche même de Lavery qu'il n'a jamais eu l'intention d'épouser Crystal Kingsley et que ce voyage au Mexique n'a jamais eu lieu.
En se rendant à Puma Point, Marlowe fait la connaissance du voisin et gardien de la propriété des Kingsley, Bill Chess, un homme malheureux depuis un mois que sa femme, Muriel, est partie quand elle eut appris que Bill avait eu une aventure avec Crystal. C'est alors qu'en visitant les lieux, Marlowe découvre au fond du lac le cadavre d'une femme portant les bijoux de Muriel. Le détective privé ne croit pas Bill Chess coupable, mais Patton, le vieux shérif de l'endroit est plus dubitatif, bien qu'il demeure d'une probité irréprochable dans ses rapports avec Marlowe.
C'est loin d'être le cas avec Degarmo, policier de la petite ville où réside Lavery, surtout quand Marlowe découvre le corps de ce dernier dans la salle de bains de sa résidence. Degarmo lui mène la vie dure, d'autant que l'enquête de Marlowe le conduit à s'intéresser au voisin d'en face de Lavery, le bien étrange Dr Almore, dont la femme s'est suicidée, plusieurs années auparavant, dans des circonstances qui laissent croire à un meurtre déguisé. De fil en aiguille, le privé met à jour les activités illicites du docteur qui prescrit des drogues puissantes à de riches clients intoxiqués. Or, Mildred Havilland, l'ancienne infirmière du docteur, était la femme de Degarmo. Après la mort de Mrs Almore, elle a toutefois disparu. Tout porte à croire qu'elle a pris une nouvelle identité. La piste que remonte lentement Marlowe le conduit à croire qu'elle était soit Crystal Kingsley, soit Muriel Chess. Marlowe doit maintenant résoudre ce cas fort complexe d'usurpation d'identité qui lui réserve plus d'une surprise et plus d'un péril.

## Distinction

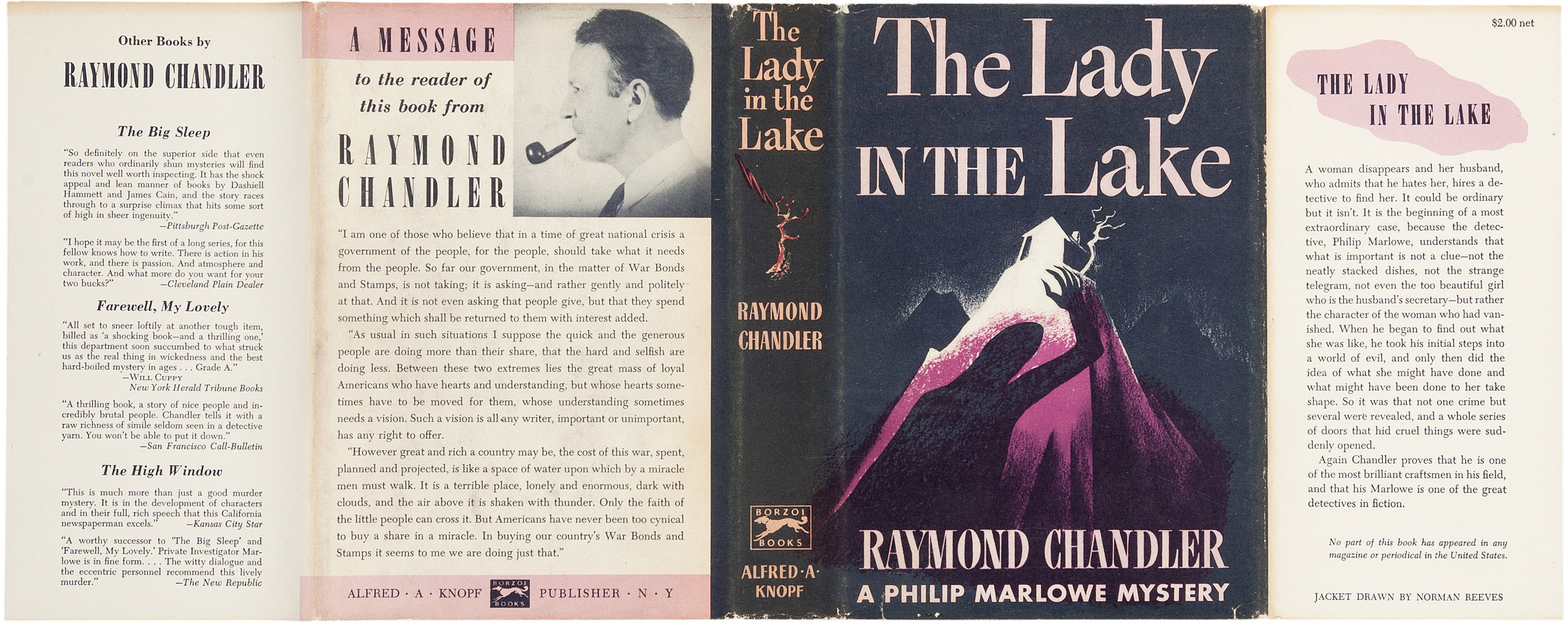
Jacquette de l'éditon originale.

La Dame du lac occupe la 47e place au classement des cent meilleurs romans policiers de tous les temps établi par la Crime Writers' Association en 1990.

## Adaptation
- 1947 : La Dame du lac, film américain réalisé et interprété par Robert Montgomery dans le rôle de Philip Marlowe.